# Geisha Goner
Geisha Goner – polski zespół muzyczny wykonujący technical thrash metal. Powstał w styczniu 1990 roku w Warszawie z inicjatywy perkusisty Pawła Gawrychowskiego i gitarzysty Marka Szcześniaka. Następnie w lutym dołączył basista Robert Żurek, a miesiąc później gitarzysta Paweł Zakrzewski i wokalista Maciej Taff.
Niespełna rok później muzycy wystąpili na festiwalach S'thrash'ydło w Ciechanowie i Shark Attack Festival w Białej Podlaskiej. W maju, także 1991 roku w Izabelin Studio grupa zarejestrowała materiał na debiutancki album. Natomiast w październiku zespół zadebiutował w programie Luz emitowanym na antenie telewizji TVP1. Na zlecenie programu zostały zrealizowane teledyski do utworów "The Fallen Race" i "D.I.O.W. To S.Y.S."
22 kwietnia 1992 roku nakładem należącej do Mariusza Kmiołka wytwórni muzycznej Carnage Records ukazał się debiut Geisha Goner zatytułowany Catching Broadness. Rok później grupa wystąpiła na Festiwalu Muzyków Rockowych w Jarocinie. Upamiętnie wydarzenia stanowiła składanka Jarocin '93 na której znalazł się utwór "Funeral Voice". W 1994 roku dzięki Stuff Records został wydany drugi album kwintetu pt. Hunting for the Human. Z kolei w październiku ukazało się demo zatytułowane M.A.V.O.. 
Wkrótce potem zespół opuścił Marek Szcześniak, a w 1996 Paweł Gawrychowski i Paweł Zakrzewski. Pozostali członkowie zespołu stworzyli nowy projekt – Low, który grał przed Iron Maiden na ich koncercie w Polsce podczas trasy promującej płytę The X Factor (1995). Projekt rozpadł się niedługo potem, nie zostawiając po sobie żadnych nagrań.

## Dyskografia
- Catching Broadness (1992, Carnage Records; 2002, Dywizja Kot)[9]
- Hunting for the Human (1994, Stuff Records)
- M.A.V.O. (demo, 1994, wydanie własne)